# Darko Sagara Medina
Darko Sagara Medina ist ein deutschsprachiger Synchronsprecher.
Von 2012 bis 2016 synchronisierte er Chandler Riggs für die Fernsehserie The Walking Dead, 2012 übernahm er Sprecherrollen für die Filme Die Hüter des Lichts und in Die Bestimmer – Kinder haften für ihre Eltern.
Daneben sprach er für einzelne Folgen der Serien How to Make It in America, Covert Affairs, Bones – Die Knochenjägerin und Navy CIS.